# Victoria River Downs Airport
Victoria River Downs Airport är en flygplats i Australien. Den ligger i kommunen Victoria-Daly och territoriet Northern Territory, omkring 440 kilometer söder om territoriets huvudstad Darwin. Victoria River Downs Airport ligger 89 meter över havet.
Trakten runt Victoria River Downs Airport är nära nog obefolkad, med mindre än två invånare per kvadratkilometer.. Det finns inga samhällen i närheten.
Trakten runt Victoria River Downs Airport består i huvudsak av gräsmarker. Genomsnittlig årsnederbörd är 949 millimeter. Den regnigaste månaden är december, med i genomsnitt 236 mm nederbörd, och den torraste är juni, med 1 mm nederbörd.